# Pénte Vrýssai (Thessalonique)
Pénte Vrýssai (grec moderne : Πέντε Βρύσαι) est une localité située dans le dème de Langadás, dans le district régional de Thessalonique, dans la periphérie de Macédoine-Centrale, en Grèce.
Selon le recensement de 2011, elle compte 322 habitants.